# Jong Su-hyok
Jong Su-hyok (* 30. Juli 1987) ist ein nordkoreanischer Fußballspieler.

## Karriere
Jong tritt international als Spieler der Sportgruppe Wolmido in Erscheinung.
Jong kam im Oktober 2007 beim 4:1-Erfolg in der Qualifikation zur Weltmeisterschaft 2010 gegen die Mongolei für das nordkoreanische Nationalteam zum Einsatz. Mit der Olympiaauswahl (U-23) verpasste er in der finalen Qualifikationsrunde gegen Australien, Irak und Libanon die Teilnahme an den Olympischen Spielen 2008.